# Campionat de Catalunya d'Escacs per Edats
El Campionat de Catalunya d'Escacs per Edats és un torneig d'escacs organitzat per la Federació Catalana d'Escacs que es juga per setmana santa, on més de 300 jugadors d'entre 6 i 18 anys són repartits en sis categories (sub-8, sub-10, sub-12, sub-14, sub-16 i sub-18). El torneig es juga pel sistema suís a 9 rondes, llevat del grup sub8 que ho fan amb 8 rondes. S'organitzen campionats previs en diferents demarcacions també agrupats per edats on hi participen més de 1500 nens i nenes de Catalunya. També s'atorga dos premis especials: la Copa Promoció pels millors de les categories sub-10 i sub-12, i el Memorial Jordi Puig pels millors equips de les categories sub-14 a sub-18.
Els anys anteriors a 2012, la categoria Sub-18 era el Campionat de Catalunya d'Escacs Juvenil.
El campió de la categoria Sub-18 obté plaça per a participar en el Campionat de Catalunya absolut. I des del 2014, els 6 jugadors millors classificats de les categories Sub10 i Sub12 són convidats als tancats que s'organitzen en paral·lel al Magistral d'escacs Ciutat de Barcelona.

## Quadre d'honor
Quadre de totes les edicions amb el campió de cada categoria.
| Any  | Lloc            | Sub-8                      | Sub-10                                     | Sub-12                                 | Sub-14                                  | Sub-16                                  | Sub-18                 | Sub-20                                        |
| ---- | --------------- | -------------------------- | ------------------------------------------ | -------------------------------------- | --------------------------------------- | --------------------------------------- | ---------------------- | --------------------------------------------- |
| 1996 | Barcelona       |                            | Ramon Chalmeta Ugas                        | G.Subirats                             |                                         |                                         |                        |                                               |
| 1997 | Portbou         |                            | Oriol Masip Tressera                       | Carles Ripollés Garcia                 |                                         |                                         |                        |                                               |
| 1998 | Lleida          |                            | A.Font                                     | Oriol Masip Tressera                   |                                         | Luis Luna Cortés                        |                        |                                               |
| 1999 | Calella         |                            | Robert Alomà Vidal                         | Oriol Masip Tressera                   |                                         |                                         |                        |                                               |
| 2000 |                 |                            | Carles Vila                                | Daniel Alsina i Leal                   |                                         |                                         |                        |                                               |
| 2001 | Calella i Salou |                            | Hèctor Vela Villares, Judit Clopés i Llahí | Robert Alomà Vidal, Laia Ortega Garcia | Francesc X. Farran, Patrícia Martí Puig | Lluís Oms Fuentes, Eva Zamarreño Cuerda |                        |                                               |
| 2003 | Salou           |                            | Jordi Coll i Ortega                        | Judit Clopés i Llahí                   | Xavier Vila Gázquez                     | Daniel Alsina i Leal                    |                        |                                               |
| 2004 | Salou           |                            | Rafael Pacheco                             | Àlvar Alonso Rosell                    | Xavier Vila Gázquez                     | Daniel Alsina i Leal                    |                        |                                               |
| 2005 | Salou           |                            | Imar Tallo                                 | Jordi Coll i Ortega                    | Àlvar Alonso Rosell                     | Xavier Vila Gázquez                     |                        |                                               |
| 2006 | Salou           |                            | José Pérez                                 | Marc Sánchez Ibern                     | Jordi Coll i Ortega                     | Hèctor Mestre Bellido                   |                        |                                               |
| 2007 | Vila-seca       |                            | Joan Buch                                  | Marc Sánchez Ibern]                    | Jordi Coll i Ortega                     | Alejandro Narbero                       |                        |                                               |
| 2008 | Vila-seca       | Manel Martí                | Llàtzer Bru Rullo                          | José Pérez Cabas                       | Imar Tallo                              | Àlvar Alonso Rosell                     |                        |                                               |
| 2009 | Vila-seca       | Albert Castillo Dalmau     | Guillem Salagran Ferragut                  | Maxim Ventura Bolet                    | Marc Sánchez Ibern                      | Marc Prujà Ramírez De Cartagena         |                        |                                               |
| 2010 | Vila-seca       | Sergi López Pajuelo        | Pol Bover De La Cruz                       | Llàtzer Bru Rullo                      | Xavier Delgado Osorio                   | Jordi Bals Hernández                    |                        |                                               |
| 2011 | Vila-seca       | Arthur William Harutian    | Andrea Jausas López                        | Alexandre Ventura Bolet                | Martín Forsberg Conde                   | Marc Sánchez Ibern                      |                        |                                               |
| 2012 | Vila-seca       | Llibert Céspedes Llaverias | Sergi López Pajuelo                        | Guillem Porta Tovar                    | Pere Garriga Cazorla                    | José Pérez Cabas                        | Marc Sánchez Ibern     |                                               |
| 2013 | Vila-seca       | Daniel Alvarez Albiol      | Arthur William Harutian                    | Gerard Ayats Llobera                   | Alexandre Ventura Bolet                 | Marc Pozanco Romasanta                  | Marc Sánchez Ibern     |                                               |
| 2014 | Vila-seca       | Jordi Camprubí i Juanola   | Jaume Foix Martínez                        | Sergi López Pajuelo                    | Xavier Povill Claros                    | Pere Garriga Cazorla                    | Carles Díaz Camallonga |                                               |
| 2015 | Ametlla de Mar  | Gerard Añó Pla             | Nicolas Jiménez Muñoz                      | Víctor Álvarez Albiol                  | Gerard Ayats Llobera                    | Adrián Jiménez Ruano                    | Pere Garriga Cazorla   |                                               |
| 2016 | Vila-seca       | Miquel Company Fernández   | David Acevedo Egido                        | Llibert Céspedes Llaverias             | Sergi López Pajuelo                     | Guillem Porta Tovar                     | Pere Garriga Cazorla   |                                               |
| 2017 | Vila-seca       | Alex Villa Tornero         | Gerard Añó Pla                             | Jan Travesset Sagré                    | Guerau Masagué Artero                   | Albert Castillo Dalmau                  | Daniel Garcia Ramos    |                                               |
| 2018 | Vila-seca       | Àlex Villa Tornero         | Daniel Salinas Tomas                       | Roger Bernadó López                    | Carles Martín Barceló                   | Guerau Masagué Artero                   | Gerard Ayats Llobera   |                                               |
| 2019 | Vila-seca       | Irene Planella Zavala      | Daniel Salinas Tomas                       | Albert Fernandez Climent               | Edgar Roca Planas                       | Victor Alvarez Albiol                   | Hector Sama Salinas    |                                               |
| 2020 | Salou           | Guillem Torres Herrera     | Guillem Jove Albaiges                      | Alexander Domene Mulyukov              | Serni Ribera Veganzones                 | Cesar Alcala Gonzalez                   | Victor Alvarez Albiol  | Ferran Solé Pijuan                            |
| 2021 | Salou           | Pau Bru Montoya            | Isaac Herman Gamazo                        | Daniel Salinas Tomas                   | Serni Ribera Veganzones                 | Cesar Alcala Gonzalez                   | Guerau Masagué Artero  | Ferran Solé Pijuan / Valentina Martos Amiguet |
| 2022 | Salou           | Luka Escobar Pavlik        | Gerard Tallada                             | Hugo Uber Gracia                       | Alexander Domene Mulyukov               | Roger Bernadó Lopez                     | Cesar Alcala Gonzalez  | Guerau Masagué Artero / Laura Viñolas Anglada |

## Copa Promoció
La Copa Promoció és el premi per equips que es dona a les categories sub-10 i sub-12. Opten a aquest premi els clubs que tinguin un mínim de 3 participants, indistintament de la categoria. Puntuen les tres millors classificacions d'esportistes del mateix club, independentment de la categoria, sumant el nombre de les seves classificacions i qui n'obtingui menys és el guanyador.
Quadre dels tres equips guanyadors:
| Any      | Campió           | Subcampió        | Tercer      |
| -------- | ---------------- | ---------------- | ----------- |
| 2010[35] | Vila Olímpica    | Gerunda          | Peona i Peó |
| 2011[36] | Vila Olímpica    | Tarragona        | Peona i Peó |
| 2012     |                  |                  |             |
| 2013[37] | Llinars          | Edami            | Peona i Peó |
| 2014[38] | Llinars          | Foment Martinenc | Peona i Peó |
| 2015[39] | Foment Martinenc | Llinars          | Peona i Peó |
| 2016[40] | Sant Andreu      | Foment Martinenc | Llinars     |
| 2017[41] | Sant Andreu      | Vall del Tenes   | Llinars     |